# Грос-Твюльпштедт
Грос-Твюльпштедт (нем. Groß Twülpstedt) — община в Германии, в земле Нижняя Саксония.
Входит в состав района Хельмштедт. Подчиняется управлению Фельпке. Население составляет 2597 человек (на 31 декабря 2010 года). Занимает площадь 36,43 км².
Коммуна подразделяется на 7 сельских округов.
| Год  | Население |
| ---- | --------- |
| 1990 | 2631      |
| 1995 | 2654      |
| 2000 | 2733      |
| 2005 | 2751      |
| 2010 | 2651      |

В коммуне находится ныне не действующая сахарная фабрика.
Через коммуну проходит ныне не действующая железнодорожная ветка Schandelah-Oebisfelde de:Bahnstrecke Schandelah–Oebisfelde , которая угадывается на местности в виде железнодорожных насыпей, путевых столбов и убранных под дорожное покрытие железнодорожных переездов.